# Lista de acendedores da pira olímpica

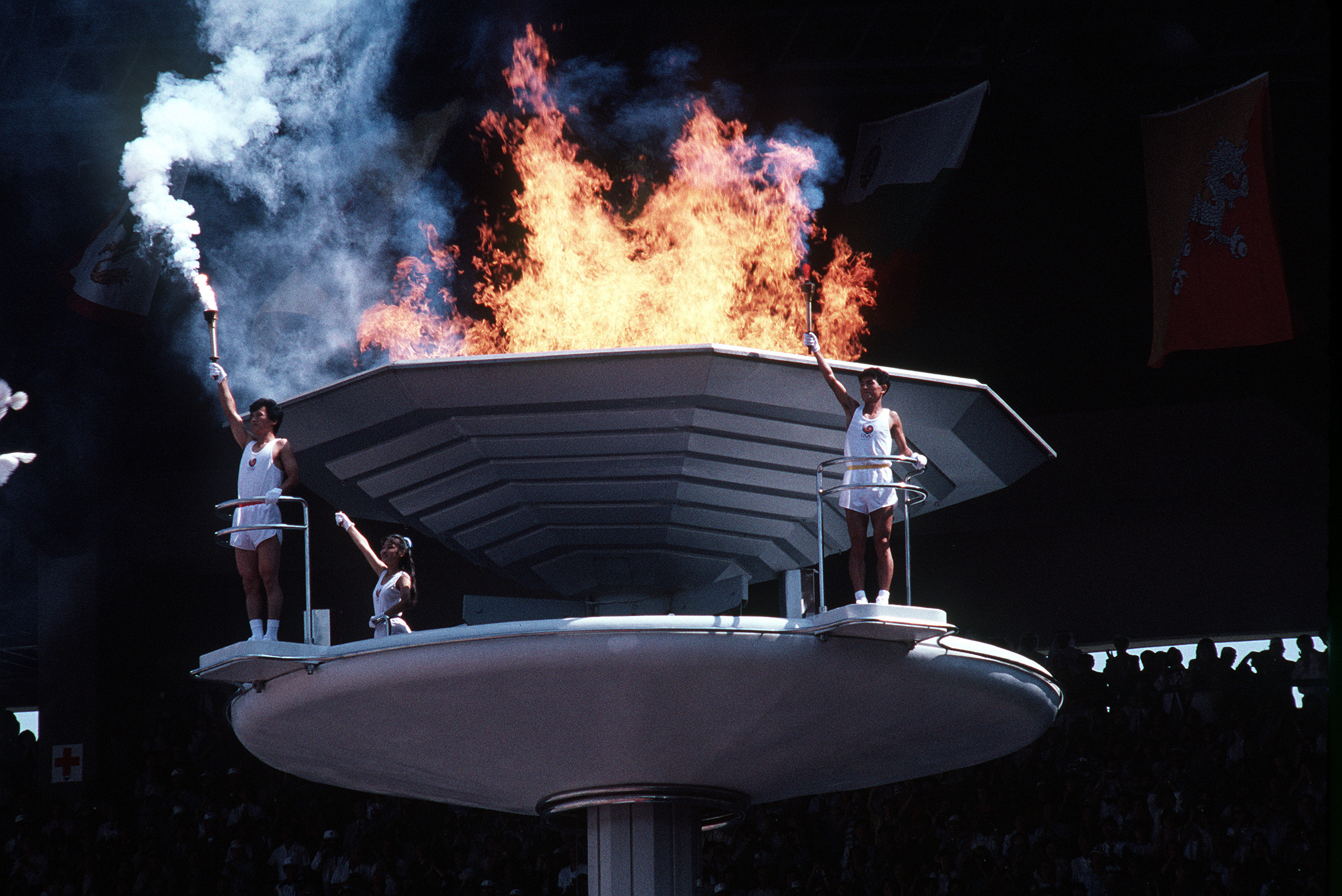
Cidadãos sul-coreanos acenderam a pira dos Jogos Olímpicos de Verão de 1988.

Abaixo a tabela com a lista dos últimos portadores da tocha Olímpica nos Jogos Olímpicos. O último portador da chama olímpica tem a honra de acender a pira olímpica.
Além de marcar o início do evento, o ritual de ascendimento da pira remete à Grécia Antiga, pois os gregos diziam que a história da humanidade começou com o fogo.
A iniciativa foi incorporada ao programa da cerimônia de abertura nos Jogos Olímpicos de Amsterdã, em 1928, quando um funcionário da companhia elétrica local foi o responsável por acender a pira. A partir de Berlim 1936, coube aos comitês organizadores selecionar o homenageado. Apesar de o revezamento da tocha ter sido realizado pela primeira vez justamente em Berlim 1936 – com a chama sendo acesa em Olímpia e transportada até a capital alemã –, foi em Londres 1948 que a celebração recebeu do Movimento Olímpico o reconhecimento por sua valorização de tradições da Grécia Antiga.
O destino da tocha é o estádio da cerimônia de abertura dos Jogos, onde a chama acende a pira Olímpica e marca o início oficial do evento. Assim, o acendimento da pira olímpica após o revezamento é um dos pontos mais emocionantes de uma Olimpíada e a cada edição, o país-sede busca inovar a ideia. Esse toque de originalidade começou com os espanhóis em Barcelona 1992, quando Antonio Rebolo, atleta do tiro com arco, disparou a flecha com o fogo olímpico e acendeu a pira.

## Jogos Olímpicos de Verão
- 1936: Fritz Schilgen (atletismo)
- 1948: John Mark (atletismo)

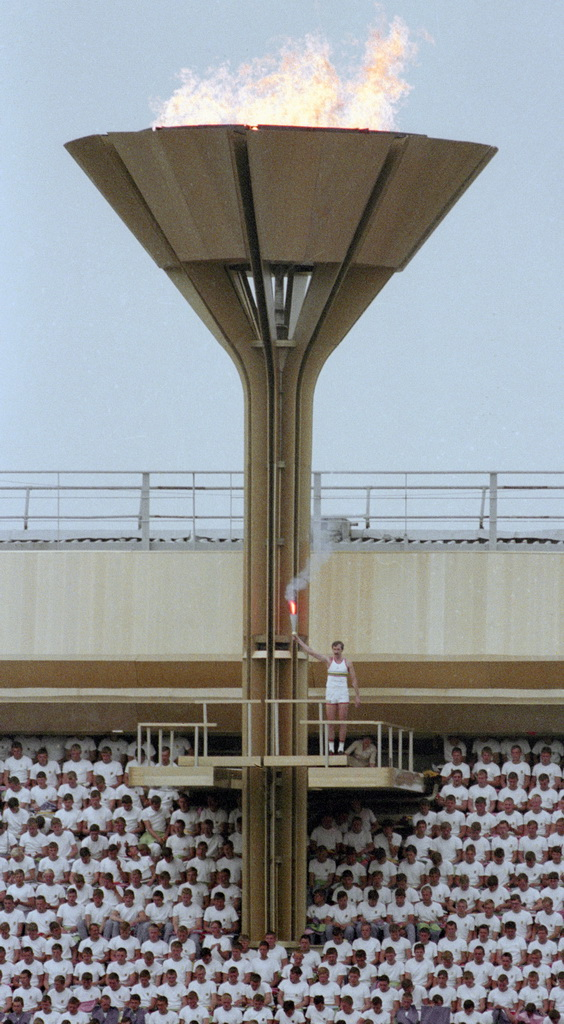
Sergei Belov acendeu a pira dos Jogos Olímpicos de Verão de 1980.

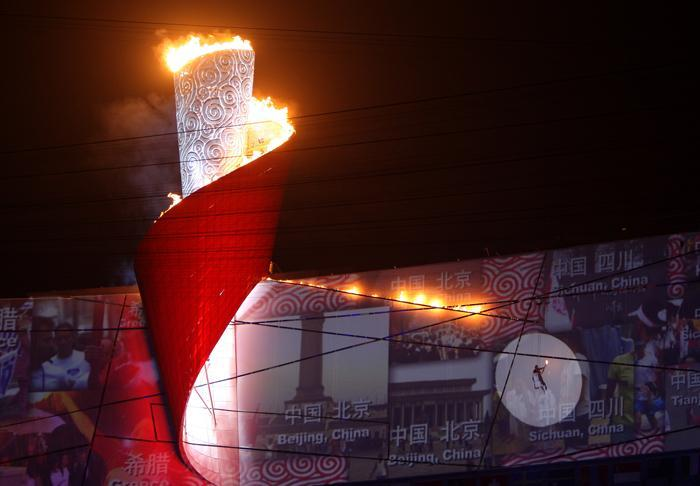
Li Ning acendeu a pira olímpica durante a cerimônia de abertura dos Jogos Olímpicos de 2008.

- 1952: Paavo Nurmi e Hannes Kolehmainen (ambos do atletismo)
- 1956: Ron Clarke (atletismo)
- 1960: Giancarlo Peris (atletismo)
- 1964: Yoshinori Sakai (estudante nascido no dia da explosão da bomba atômica em Hiroshima,[1] e atleta amador de atletismo)
- 1968: Enriqueta Basilio (atletismo)
- 1972: Günther Zahn (atletismo)
- 1976: Sandra Henderson e Stéphane Préfontaine (jovens cidadãos simbolizando as duas comunidades do Canadá)
- 1980: Sergei Belov (basquetebol)
- 1984: Rafer Johnson (atletismo)
- 1988: Chong Son-man, Kim Won-tak e Son Mi-jong (cidadãos sul-coreanos)
- 1992: Antonio Rebollo (tiro com arco)
- 1996: Muhammad Ali (boxe)
- 2000: Cathy Freeman (atletismo)
- 2004: Nikolaos Kaklamanakis (vela)
- 2008: Li Ning (ginástica artística)
- 2012: Callum Airlie, Jordan Duckitt, Desiree Henry, Katie Kirk, Cameron MacRitchie, Aidan Reynolds e Adelle Tracey (jovens atletas britânicos)
- 2016: Vanderlei Cordeiro de Lima (atletismo) e Jorge Gomes (jovem cidadão, pira externa)[4]
- 2020: Naomi Osaka (tênis) e Ayaka Takahashi (badminton, pira externa)[5][6]

## Jogos Olímpicos de Inverno

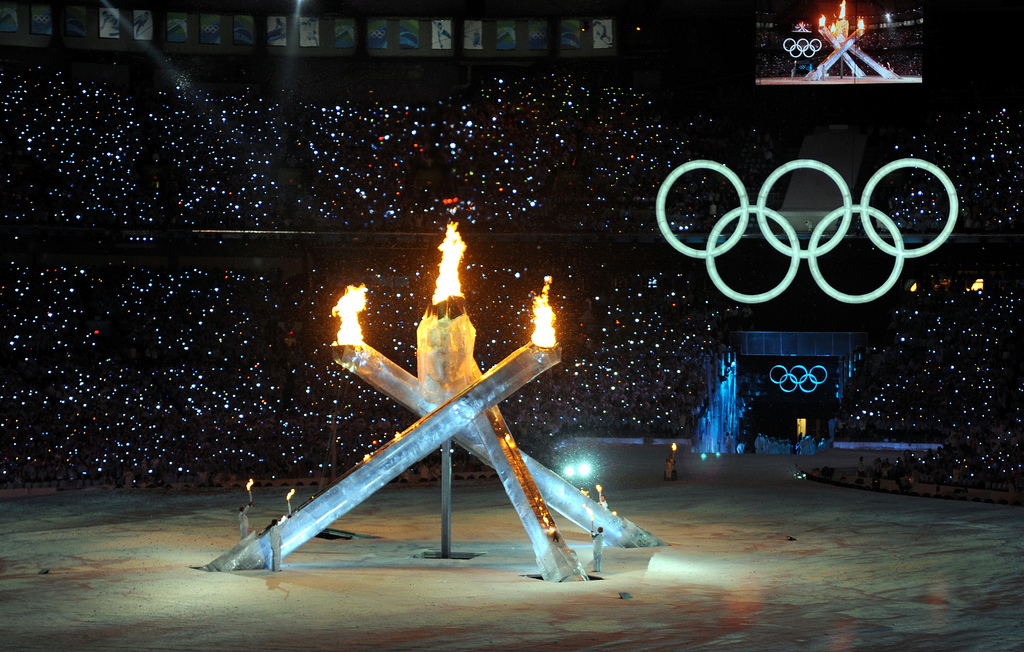
Nos Jogos Olímpicos de 2010 a pira foi acesa por quatro desportistas canadenses.

- 1952: Eigil Nansen (neto do explorador norueguês Fridtjof Nansen)
- 1956: Guido Caroli (patinação de velocidade)
- 1960: Ken Henry (patinação de velocidade)
- 1964: Joseph Rieder (esqui alpino)
- 1968: Alain Calmat (patinação artística)
- 1972: Hideki Takada (cidadã)
- 1976: Christl Haas (esqui alpino) e Josef Feistmantl (luge)
- 1980: Charles Morgan Kerr (cidadão)
- 1984: Sanda Dubravčić (patinação artística)
- 1988: Robyn Perry (cidadã)
- 1992: Michel Platini (futebol) e François-Cyrille Grange (esqui alpino)
- 1994: S.A.R. Príncipe Haquino da Noruega
- 1998: Midori Ito (patinação artística)
- 2002: Membros da equipe dos Estados Unidos de hóquei no gelo campeã olímpica em Lake Placid 1980.
- 2006: Stefania Belmondo (esqui cross-country)
- 2010: Catriona Le May Doan (patinação de velocidade), Steve Nash (basquetebol), Nancy Greene (esqui alpino) e Wayne Gretzky (hóquei no gelo)
- 2014: Irina Rodnina (patinação artística) e Vladislav Tretiak (hóquei no gelo)
- 2018: Kim Yuna (patinação artística)[7]
- 2022: Dinigeer Yilamujiang (esqui cross-country) e Zhao Jiawen (combinado nórdico)[8]

## Jogos Olímpicos de Verão da Juventude
- 2010: Darren Choy (vela)

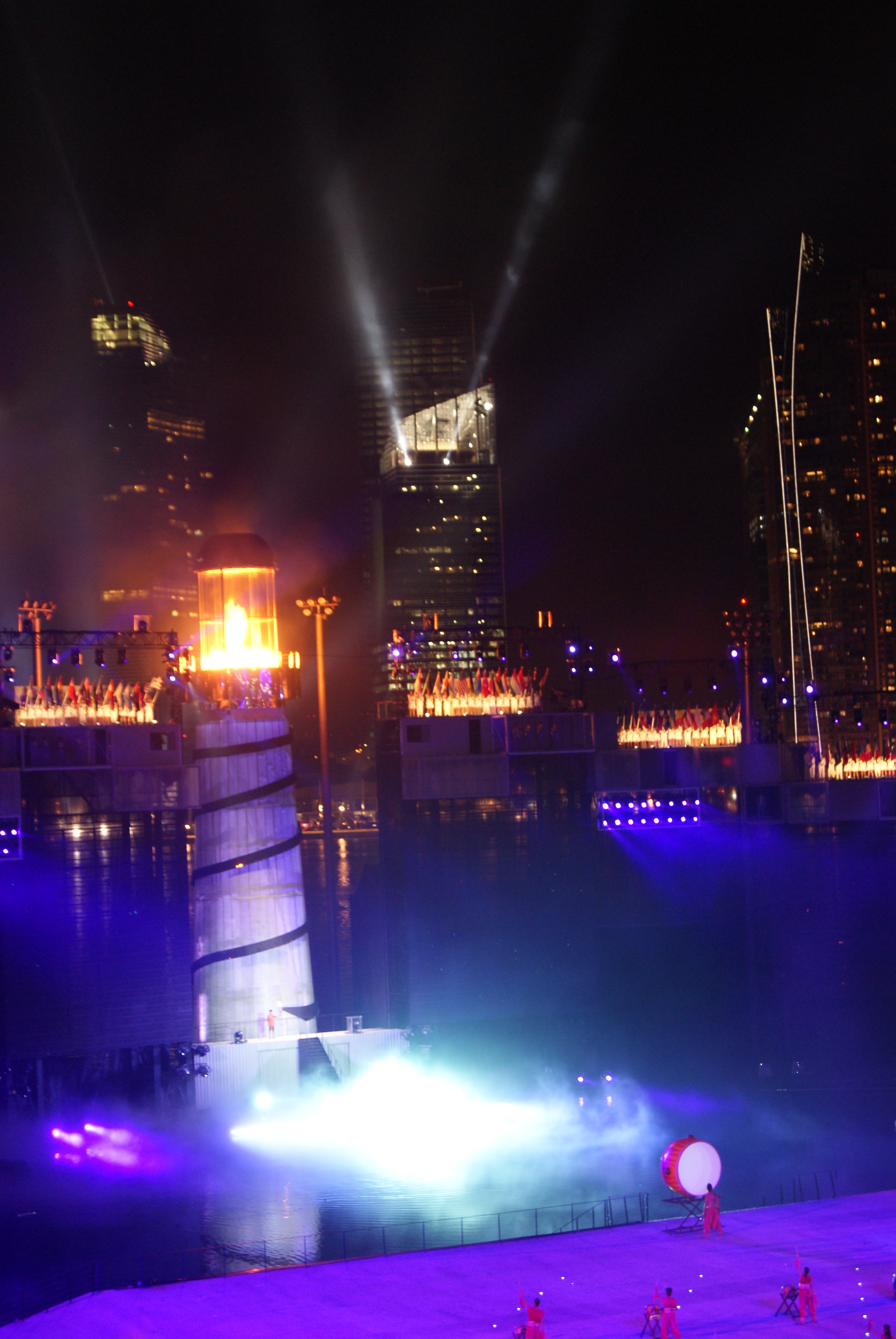
Darren Choy acendeu a pira dos primeiros Jogos Olímpicos da Juventude.

- 2014: Chen Ruolin (saltos ornamentais)
- 2018: Santiago Lange (vela) e Paula Pareto (judô)[9]

## Jogos Olímpicos de Inverno da Juventude
- 2012: Egon Zimmermann e Franz Klammer (ambos do esqui alpino)
- 2016: Princesa Ingrid Alexandra da Noruega (filha do Príncipe Haquino da Noruega, acendedor da pira em Lillehammer 1994)[10]
- 2020: Gina Zehnder (patinação artística)[11]
- 2024: Lee Jeong-min (esqui estilo livre)[12]